# Cor Akim
Corneille Akilimali Bufole (né le 4 août 1992 à Bukavu au Sud-Kivu), connu sous son nom de scène Cor Akim, est un chanteur, pianiste, compositeur et parolier congolais basé à Nairobi,.

## Biographie

### Enfance et éducation
Cor Akim est né le 4 août 1992 à Bukavu, Sud-Kivu (Zaïre). Très tôt en 2008, il s'est consacré à la musique et à commencer à apprendre le piano pendant ses études humanitaires au Collège Alfajiri,. Déjà orphelin à 19 ans, la culture devient son refuge pour se libérer de ce chagrin en faisant notamment de la musique sa carrière de prédilection pour gagner sa vie,.
En 2010, il fut initié au jazz par le coordinateur du centre culturel Ndaro, l'artiste guitariste Thomas Lusango, venu de l'Institut National des Arts à Kinshasa. Une Anne plus tard, Akim fait rencontre du violoniste belge Clothilde Larose qui l'emporte dans l'univers de la musique classique. Influencé par des artistes congolais comme Fally Ipupa, Franco Luambo, Koffi Olomide, Papa Wemba et américains Michael Jackson et R Kelly, Il dénonce dans ses textes les maux de la société dans laquelle il vit,,,.

### Carrière musicale
Après avoir accompagné sur scène Lokua Kanza lors d'une campagne contre les violences sexuelles en février 2014, organisée par l'organisation internationale V-Day, Akim décide d'enregistrer son premier album "Homme de rêve" sous le nom de Corneille Akim. Il a ensuite écrit plusieurs autres chansons : Christmas wish, Umoja Bondeni (un appel à l'unité et à la paix dans la plaine de la Ruzizi) et Je suis Kivu dédiée aux habitants de la région du grand Kivu dans laquelle il dénonce les nombreuses guerres qui ont dévasté cette région durant une décennie.
Le titre Mwasi en 2016, un retour à la rumba congolaise, est la chanson qui révèle son nouveau nom au public dans les deux provinces du Nord et Sud Kivu. La même année, sa chanson Sorry Really fut un grand succès dans toute la région des grands lacs et fut proclamée meilleure chanson au Kivu par le concours Kivu Top 5 organisé par la chaîne de télévision RTNK (Radio Télé Ngoma ya Kivu). Son deuxième album The Greatest (Un des plus grands), sorti le 14 octobre 2016 sous le label MakSpeakers, fut accompagné d'un concert à l'Institut français de Bukavu,.
Son troisième album intitulé Te rencontrer est prévu pour cette année dont inclut la chanson Mon Vote qui a pour sujet l'Élection présidentielle de 2018 en République démocratique du Congo. Cette chanson est dite être la cause de son enlèvement durant les compagnes la nuit du 8 au 9 décembre 2018 après une soirée karaoké où il était invité,,.
En 2019, Cor Akim est passé à la musique chrétienne contemporaine avec sa première chanson "Glory" sortie en juillet de la même année. Basé au Kenya, il devient chef de culte et le 1er août 2022, il réalise la chanson "Mkuu",.

### Autres activités
Cor Akim a travaillé dans des nombreux orchestres avec d'autres artistes de sa ville lorsqu’il était chargé de programme à Bukavu Youth Action Center (BYAC). Il est le directeur artistique du label MakSpeakers et fondateur de musique au Star of Africa Center, et est actuellement membre du club RFI de Bukavu. Depuis 2016, Akim est le coordinateur du CEECM, en partenariat avec la sous-division urbaine du ministère de l'Enseignement primaire, secondaire et professionnel (EPSP), qui œuvre depuis plus de cinq ans dans la promotion des talents des jeunes en organisant annuellement des concours d'arts où participent toutes les écoles de Bukavu.

## Discographie

### Albums studio
- 2014 : Homme de rêve
- 2016 : The Greatest (Un des plus grands)

### Singles
- 2015 : Christmas Wish
- 2016 : Mwasi
- 2016 : Sorry Really
- 2016 : Ma femme
- 2016 : Mama
- 2016 : Mea culpa
- 2016 : Tuijenge Congo
- 2016 : Je suis Kivu
- 2017 : Un des plus grands
- 2017 : Kiuno chako
- 2018 : Mon vote
- 2018 : Tu peux compter sur moi
- 2019 : Te rencontrer
- 2019 : Et si tu pouvais
- 2019 : Glory
- 2020 : Abba
- 2022 : Mkuu

### Collaborations
- 2015 : Umoja bondeni - ft. Voldie Mapenzi et Kinjaah
- 2015 : You and I - ft. Kinjaah
- 2017 : Nipe - ft. Big Denty

## Récompenses et nominations
- 2012 : Meilleur pianiste masculin au Sud-Kivu, ce qui lui vaut sa première apparition internationale dans une publication de la RNW (Radio Netherland wordwide), sous son ancienne appellation, celle de Corneille Akim.
- 2016 : Kivu Top5 : Sorry Really sacrée Meilleure chanson au Kivu au concours Kivu Top 5 organisée par la RTNK (Radio Télé Ngoma ya Kivu)[24].